# Playtime
Playtime es una película de comedia de 1967 dirigida por Jacques Tati. Playtime se realizó entre 1964 y 1967. Filmada en 70 mm, la obra se destaca por su enorme decorado, que Tati había construido especialmente para la película, así como por el uso característico de Tati de una comedia visual sutil pero compleja respaldada por efectos de sonido creativos; el diálogo se reduce con frecuencia al nivel de ruido de fondo.
En Playtime, Tati vuelve a interpretar al señor Hulot, el popular personaje que apareció en sus películas anteriores Mi tío y Las vacaciones del Sr. Hulot. En 1964, Tati se había vuelto ambivalente con respecto a interpretar a Hulot como un papel central recurrente; aparece intermitentemente en Playtime, alternando entre papeles centrales y secundarios.
Playtime es considerada la obra maestra de Tati, así como su obra más atrevida. En 2012, la película ocupó el puesto 43 en la lista de críticos del British Film Institute y el 37.º en la lista de las 100 mejores películas de todos los tiempos de los directores. La película fue considerada un fracaso financiero en el momento de su estreno, pero muchos críticos la consideran un gran logro.

## Sinopsis
Playtime está ambientada en un París futurista dominado por una sociedad hiperconsumista, la historia se estructura en seis secuencias, unidas por dos personajes que se encuentran repetidamente a lo largo del día: Bárbara, una joven turista estadounidense que visita París con un grupo compuesto por principalmente de mujeres estadounidenses de mediana edad, y el señor Hulot, un francés aturdido perdido en la nueva modernidad de París. Las secuencias son las siguientes:
- El aeropuerto: el grupo turístico estadounidense llega al ultramoderno e impersonal aeropuerto de Orly.
- Las oficinas: el señor Hulot llega a uno de los edificios de vidrio y acero para una reunión importante, pero se pierde en un laberinto de habitaciones y oficinas camufladas, y finalmente se tropieza con una exhibición comercial de diseños de oficinas de negocios similares y muebles casi idénticos a los del resto del edificio.
- La exposición de invenciones: el señor Hulot y los turistas estadounidenses conocen los últimos artilugios modernos, incluida una puerta que se cierra de golpe «en un silencio dorado» y una escoba con faros, mientras que el París de la leyenda pasa casi desapercibido excepto por un puesto de flores y un único reflejo de la Torre Eiffel en una puerta de cristal.
- Los apartamentos: cuando cae la noche, el señor Hulot se encuentra con un viejo amigo que lo invita a su apartamento ultramoderno, con fachada de vidrio y escasamente amueblado. Esta secuencia está filmada íntegramente desde la calle, observando a Hulot y a otros residentes del edificio a través de ventanales del piso al techo sin cortinas.
- El Jardín Real: esta secuencia ocupa casi toda la segunda mitad de la película. En el restaurante, Hulot se reúne con varios personajes con los que se ha encontrado periódicamente durante el día, junto con algunos nuevos, incluido un cantante de baladas nostálgico y un bullicioso hombre de negocios estadounidense.
- El carrusel de autos: Hulot le compra a Barbara dos pequeños obsequios como recuerdos de París antes de su partida. En medio de un complejo ballet de autos en una rotonda, el autobús de turistas regresa al aeropuerto.

## Reparto
Cuando fuera posible, Tati intentaba contratar a actores no profesionales. Quería personas cuya esencia interior coincidiera con sus personajes y que pudieran moverse de la forma que él quería.
- Jacques Tati como el señor Hulot;
- Barbara Dennek como Barbara, una joven turista estadounidense;
- Jacqueline Lecomte como una compañera de viaje de Barbara;
- Valérie Camille como la secretaria del señor Lacs;
- France Rumilly como el vendedor de anteojos;
- Laure Paillette como la primera dama en la farola;
- Colette Proust como la segunda dama en la farola;
- Erica Dentzler como la señora Giffard;
- Yvette Ducreux como la chica del guardarropa;
- Rita Maiden como la acompañante del señor Schultz;
- Nicole Ray como la cantante de baladas nostálgicas;
- Luce Bonifassy como una cliente en el Jardín Real;
- Evy Cavallaro como una cliente en el Jardín Real;
- Alice Field como una cliente en el Jardín Real;
- Eliane Firmin-Didot como una cliente en el Jardín Real;
- Ketty France como una cliente en el Jardín Real;
- Nathalie Jam como una cliente en el Jardín Real;
- Olivia Poli como una cliente en el Jardín Real;
- Sophie Wennek como guía turística;
- Henri Piccoli como un hombre importante;
- Léon Doyen como el portero;
- Georges Montant como el señor Giffard;
- John Abbey como el señor Lacs;
- Reinhard Kolldehoff como el director alemán;
- Grégoire Katz como el vendedor alemán;
- Marc Monjou como el falso señor Hulot;
- Yves Barsacq como un viejo conocido del señor Hulot;
- Billy Kearns como el señor Schulz, el empresario estadounidense;
- Michel Francini como el jefe de camareros;
- Peter Lennon como el guía de los principales empresarios estadounidenses.

## Producción
La película es famosa por su enorme decorado y escenario de fondo especialmente construido, conocido como 'Tativille', que contribuyó significativamente al gran presupuesto de la película, que se dice que fue de 17 millones de francos (lo que habría sido aproximadamente 3,4 millones de dólares estadounidenses en 1964). El conjunto requirió cien trabajadores para construir junto con su propia planta de energía. Las crisis presupuestarias y otros desastres extendieron el calendario de rodaje a tres años, incluidos 1,4 millones de francos en reparaciones después de que las tormentas dañaran el set. Tati observó, correctamente, que el costo de construir el set no fue mayor de lo que hubiera costado haber contratado a Elizabeth Taylor o Sophia Loren para el papel principal. Los excesos presupuestarios obligaron a Tati a sacar grandes préstamos y sobregiros personales para cubrir los costos de producción cada vez mayores.
Como Playtime dependía en gran medida de la comedia visual y los efectos de sonido, Tati eligió rodar la película con una película de 70 mm de alta resolución y una banda sonora estereofónica que era compleja para su época.
Para ahorrar dinero, algunas de las fachadas de los edificios y el interior del set de Orly eran en realidad fotografías gigantes. Las fotografías también tenían la ventaja de no reflejar la cámara ni las luces. Los puntos de referencia de París que Bárbara ve reflejados en la puerta de vidrio también son fotografías. Tati también usó fotografías recortadas de tamaño natural de personas para ahorrar dinero en extras. Estos recortes se notan en algunos de los cubículos cuando Hulot pasa por alto el laberinto de oficinas, y en el fondo profundo en algunas de las tomas a nivel del suelo de un edificio de oficinas a otro.

## Estilo
Tati quería que la película fuera en color, pero que pareciera que fue filmada en blanco y negro, un efecto que había empleado anteriormente hasta cierto punto en Mi tío. Los colores predominantes son en tonos de gris, azul, negro y blanco grisáceo. El verde y el rojo se utilizan como colores de acento ocasionales: por ejemplo, el tono verdoso de los clientes iluminados por un letrero de neón en un mostrador de comida estéril y moderno, o la luz roja parpadeante en un intercomunicador de oficina. Se ha dicho que Tati tenía un artículo rojo en cada toma.
Excepto por un solo puesto de flores, no hay plantas o árboles genuinamente verdes en el set, aunque plantas de plástico opaco adornan los balcones exteriores de algunos edificios, incluido el restaurante (el único lugar filmado aparte de la carretera al aeropuerto). Así, cuando el personaje de Bárbara llega al restaurante Jardín Real con un vestido verde esmeralda visto como 'anticuado' por las otras clientas susurrantes vestidas con atuendos oscuros, contrasta visualmente no solo con los otros comensales, sino también con todo el entorno físico de la película. A medida que los personajes en la escena del restaurante comienzan a perder sus inhibiciones sociales normales y se deleitan con el desmoronamiento de su entorno, Tati intensifica tanto el color como la iluminación en consecuencia: los que llegan tarde al restaurante son menos conservadores y llegan con ropa vibrante, a menudo estampada.
Tati detestaba los primeros planos, por considerarlos toscos, y los rodaba en película de formato medio de 70 mm para que se vieran todos los actores y sus movimientos físicos, incluso cuando se encontraban en el fondo de una escena de grupo. Usó señales sonoras en lugar de visuales para dirigir la atención de la audiencia; con el tamaño de imagen grande, el sonido puede ser alto y bajo en la imagen, así como a la izquierda y a la derecha. Como ocurre con la mayoría de las películas de Tati, se utilizaron efectos de sonido para intensificar el efecto cómico; Leonard Maltin escribió que Tati era «el único hombre en la historia del cine que se rió del zumbido de un letrero de neón». Casi toda la película fue doblada después del rodaje; el proceso de edición tomó nueve meses.
Philip Kemp ha descrito la trama de la película como una exploración de «cómo la curva llega a reafirmarse sobre la línea recta.» Esta progresión se lleva a cabo de numerosas maneras. Al comienzo de la película, la gente camina en línea recta y gira en ángulo recto. Sólo los trabajadores de la construcción de clase trabajadora (que representan el 'viejo París' de Hulot, celebrado en Mi tío) y dos adolescentes amantes de la música se mueven de una manera curvilínea y naturalmente humana. Parte de este comportamiento robótico comienza a aflojarse en la escena del restaurante cerca del final de la película, cuando los participantes dejan de lado sus roles asignados y aprenden a divertirse después de una plaga de desastres en la noche del estreno.
A lo largo de la película, los turistas estadounidenses se alinean y cuentan continuamente, aunque Barbara sigue escapando y debe ser llamada con frecuencia para que se ajuste a los demás. Al final, se han unido la curva y la línea (el regalo de Hulot, un pañuelo cuadrado, se ajusta a su cabeza redonda); su viaje directo en autobús de regreso al aeropuerto se pierde en un círculo de tráfico aparentemente interminable que tiene la atmósfera de un paseo de carnaval.
La secuencia extendida del apartamento, donde el personaje de Tati visita a un amigo y recorre su apartamento, es notable. Tati mantiene a su audiencia fuera del apartamento mientras miramos dentro de la vida de estos personajes. En septiembre de 2012, Interiors, una revista en línea que se ocupa de la relación entre la arquitectura y el cine, publicó un número que discutía cómo se usa el espacio en esta escena. El número destaca cómo Tati usa el espacio del apartamento para crear mirones a partir de su audiencia.

## Recepción
En su estreno en Francia, Playtime fue aclamado por la mayoría de los críticos. No tuvo éxito comercial, ya que no logró recuperar una parte significativa de sus costos de producción. La película se inscribió en el 6.º Festival Internacional de Cine de Moscú, donde ganó un premio de plata.
Los resultados fueron los mismos con el eventual estreno de la película en los Estados Unidos en 1973 (aunque finalmente se convirtió a un formato de 35 mm ante la insistencia de los distribuidores estadounidenses y se redujo a 103 minutos). Aunque Vincent Canby, del New York Times, calificó a Playtime como «la película más brillante de Tati», no fue más un éxito comercial en los Estados Unidos que en Francia. Las deudas contraídas como resultado de los sobrecostos de la película finalmente obligaron a Tati a declararse en bancarrota.
Muchos críticos consideran que Playtime es un gran logro. La película tiene un índice de aprobación del 98% en Rotten Tomatoes, según 46 reseñas, con una calificación promedio de 8,9/10. El consenso crítico del sitio web dice: «Un logro notable, Playtime llena cada escena con bromas visuales y personajes que celebran y satirizan la urbanización de la vida moderna.»
En 2012, Playtime ocupó el puesto 43.º en la lista de críticos del British Film Institute y el 37.º en la lista de sus directores de las 100 mejores películas de todos los tiempos.